# Sant Bonet dau Chastèl
Sant Bonet dau Chastèl (en francès Saint-Bonnet-le-Château) és un municipi francès situat al departament del Loira i a la regió occitana d'Alvèrnia-Roine-Alps. L'any 2007 tenia 1.479 habitants.

## Demografia

### Població
El 2007 la població de fet de Saint-Bonnet-le-Château era de 1.479 persones. Hi havia 654 famílies de les quals 282 eren unipersonals (143 homes vivint sols i 139 dones vivint soles), 170 parelles sense fills, 135 parelles amb fills i 67 famílies monoparentals amb fills.
La població ha evolucionat segons el següent gràfic:
Habitants censats

### Habitatges
El 2007 hi havia 912 habitatges, 663 eren l'habitatge principal de la família, 86 eren segones residències i 163 estaven desocupats. 433 eren cases i 466 eren apartaments. Dels 663 habitatges principals, 305 estaven ocupats pels seus propietaris, 340 estaven llogats i ocupats pels llogaters i 19 estaven cedits a títol gratuït; 25 tenien una cambra, 81 en tenien dues, 176 en tenien tres, 160 en tenien quatre i 221 en tenien cinc o més. 324 habitatges disposaven pel capbaix d'una plaça de pàrquing. A 349 habitatges hi havia un automòbil i a 147 n'hi havia dos o més.

### Piràmide de població
La piràmide de població per edats i sexe el 2009 era:
| Homes | Edats   | Dones |
| ----- | ------- | ----- |
| 0     | 95 o +  | 20    |
| 12    | 90 a 94 | 28    |
| 4     | 85 a 89 | 48    |
| 16    | 80 a 84 | 20    |
| 28    | 75 a 79 | 52    |
| 40    | 70 a 74 | 64    |
| 24    | 65 a 69 | 56    |
| 40    | 60 a 64 | 44    |
| 36    | 55 a 59 | 44    |
| 72    | 50 a 54 | 56    |
| 52    | 45 a 49 | 68    |
| 32    | 40 a 44 | 28    |
| 32    | 35 a 39 | 40    |
| 48    | 30 a 34 | 40    |
| 72    | 25 a 29 | 48    |
| 44    | 20 a 24 | 32    |
| 32    | 15 a 19 | 45    |
| 32    | 10 a 14 | 36    |
| 24    | 5 a 9   | 28    |
| 40    | 0 a 4   | 36    |

## Economia
El 2007 la població en edat de treballar era de 819 persones, 574 eren actives i 245 eren inactives. De les 574 persones actives 516 estaven ocupades (296 homes i 220 dones) i 58 estaven aturades (25 homes i 33 dones). De les 245 persones inactives 86 estaven jubilades, 39 estaven estudiant i 120 estaven classificades com a «altres inactius».

### Ingressos
El 2009 a Saint-Bonnet-le-Château hi havia 706 unitats fiscals que integraven 1.474 persones, la mediana anual d'ingressos fiscals per persona era de 14.631 €.

### Activitats econòmiques
Dels 165 establiments que hi havia el 2007, 4 eren d'empreses extractives, 6 d'empreses alimentàries, 17 d'empreses de fabricació d'altres productes industrials, 15 d'empreses de construcció, 36 d'empreses de comerç i reparació d'automòbils, 6 d'empreses de transport, 13 d'empreses d'hostatgeria i restauració, 10 d'empreses financeres, 7 d'empreses immobiliàries, 14 d'empreses de serveis, 29 d'entitats de l'administració pública i 8 d'empreses classificades com a «altres activitats de serveis».
Dels 45 establiments de servei als particulars que hi havia el 2009, 1 era una oficina d'administració d'Hisenda pública, 1 gendarmeria, 1 oficina de correu, 4 oficines bancàries, 2 tallers de reparació d'automòbils i de material agrícola, 1 autoescola, 2 paletes, 3 guixaires pintors, 4 fusteries, 1 lampisteria, 2 electricistes, 1 empresa de construcció, 5 perruqueries, 3 veterinaris, 9 restaurants, 4 agències immobiliàries i 1 saló de bellesa.
Dels 25 establiments comercials que hi havia el 2009, 2 eren botigues de més de 120 m², 4 fleques, 2 carnisseries, 3 llibreries, 3 botigues de roba, 2 botigues d'equipament de la llar, 1 una sabateria, 1 una botiga d'electrodomèstics, 2 botigues de material esportiu, 1 un drogueria, 1 una joieria i 3 floristeries.
L'any 2000 a Saint-Bonnet-le-Château hi havia 5 explotacions agrícoles.

## Equipaments sanitaris i escolars
El 2009 hi havia 1 hospital de tractaments de curta durada, 1 hospital de tractaments de mitja durada (seguiment i rehabilitació), 1 un hospital de tractaments de llarga durada, 2 farmàcies i 2 ambulàncies.
El 2009 hi havia 1 escola maternal i 2 escoles elementals. Saint-Bonnet-le-Château disposava de 2 col·legis d'educació secundària amb 616 alumnes.

## Poblacions més properes
El següent diagrama mostra les poblacions més properes.